# ФК Раднички Ваљево
Фудбалски клуб Раднички Ваљево је фудбалски клуб из Ваљева, Србија. Тренутно се такмичи у Српској лиги Запад, трећем такмичарском нивоу српског фудбала. 
У сезони 2024/25. је након освојеног другог места у Зони Дрина преко баража успео да се по први пут пласира у Српску лигу.
Клуб је основан 1967. године, а своје домаће утакмице игра на стадиону СРЦ Пети пук. Навијачка група Радничког се зове „Дивља телад“.

## Историја
Фудбалски клуб Раднички формиран је 1967. године на територији месне заједнице Пети Пук. Већ следеће године био је првак међу фудбалским активима. У том периоду боје клуба углавном бране радници са Петог Пука, а најбољи међу њима су Паја Јовановић, Станиша Јакић, Цига Ракић, Жарко Павловић Ваљевац, Никола Урошевић Геџа, голман Пилаћ...
Међутим 1972. године актив престаје са радом јер је постојеће игралиште одузето да би се на тој локацији касније изградило насеље „27. новембар“. Ипак то није омело заљубљенике у фудбалску лопту из северног кварта Ваљева, па 20. јуна 1979. године поново активирају клуб. Од те године Раднички је од најниже лиге сваке године напредовао по један ранг до међу-општинске лиге. Ту се задржао пар сезона да би у сезони 1986/87. успео да освоји прво место и да се пласира у подрињско-колубарску лигу (ранг садашње српске лиге). Шампионски тим чинили су тренер Мирослав Јекић, капитен Слободан Марковић, Раде Матић, Зоран Вићентић, Милан Радоњић, Мишко Петровић, Зоран Јовановић, Радојица Карановић, Светислав Ненадовић, Саша Ристивојевић, Славко Павловић, Слободан Радић, Миша Богосављевић, Милан Петровић, Милорад Јовановић, Зоран Пиргић...
Актив фудбалског клуба Раднички своје утакмице од 1967. године играо је на свом игралишту на Петом Пуку. Изградњом насеља „27. новембар“ стадион је одузет од стране општине, а тим је и клуб угашен. Поновним оснивањем 1979. године своје утакмице је играо на стадиону ФК Крушик. Изградњом СРЦ Пети пук Раднички се преселио на тај стадион и ту игра и данас. Сада стадионом управља установа за физичку културу „Валис“. На ФК Раднички је пао терет одржавања стадиона иако га користе многи фудбалски, а и атлетски клубови.
Сезону 2014/15. Радники је завршио на петом месту, што је био један од најбољих резултата у последњих 10 година овог клуба.
У сезони 2015/16. Раднички је завршио на петој позицији као и претходне године. Омладинци Радничког су исте сезоне били прваци Колубарско-Мачванске лиге и тиме се пласирали у бараж за Прву Лигу. У полуфиналном двомечу савладали су екипу Смедерева са укупним скором 3:2. Док су у првом финалном двомечу на свом стадиону добили екипу Слоге из Краљева резултатом 2:0, а у другом изгубили 1:0 и пласирали се у Прву Лигу. То је био највећи успех клуба у целој историји.
Раднички је сезону 2024/25. завршио као другопласирани у Зони Дрина па је стекао право да учествује у баражу за пласман у Српску лигу. У полуфиналу баража победио је Јединство Коњевићи са 4:0, да би у финалном мечу баража одиграном 15. јуна 2025. на стадиону СРЦ Пети Пук победио са 3:2 пожаревачки Млади радник и тако по први пут у историји клуба обезбедио пласман у Српску лигу Запад.

## Новији резултати
| Сезона   | Ранг | Лига                      | Позиција | ИГ | Д  | Н | П  | ГД | ГП | ГР  | Бод | Куп                  |
| -------- | ---- | ------------------------- | -------- | -- | -- | - | -- | -- | -- | --- | --- | -------------------- |
| 2020/21. | 4    | Колубарско-мачванска зона | 6.       | 30 | 14 | 6 | 10 | 49 | 32 | +17 | 48  | Није се квалификовао |
| 2021/22. | 4    | Колубарско-мачванска зона | 4.       | 24 | 9  | 9 | 6  | 42 | 40 | +2  | 36  | Није се квалификовао |
| 2022/23. | 4    | Колубарско-мачванска зона | 5.       | 24 | 10 | 6 | 8  | 37 | 24 | +13 | 36  | Није се квалификовао |
| 2023/24. | 4    | Колубарско-мачванска зона | 3.       | 27 | 12 | 8 | 7  | 52 | 32 | +20 | 44  | Није се квалификовао |
| 2024/25. | 4    | Зона Дрина                | 2.       | 24 | 16 | 4 | 4  | 52 | 22 | +30 | 52  | Није се квалификовао |
| 2025/26. | 3    | Српска лига Запад         | -        | -  | -  | - | -  | -  | -  | -   | -   | Није се квалификовао |

1. ↑  Клуб играо бараж за пласман у Српску лигу, победио 4:0 у полуфиналу Јединство Коњевићи и 3:2 у финалу Млади радник Пожаревац.

## Галерија
- Детаљ са утакмице 2011. године
- Поглед на трибине
- Раднички - Млади радник
- Раднички - Млади радник
- Раднички - Млади радник
- Раднички - Млади радник
- Раднички - Млади радник